# Rubus hercynicus
Rubus hercynicus är en rosväxtart. Rubus hercynicus ingår i släktet rubusar, och familjen rosväxter.

## Underarter
Arten delas in i följande underarter:
- R. h. hercynicus
- R. h. pubescens